# Jorge Lorenzo
Pour les articles homonymes, voir Lorenzo.
Lorenzo  Guerrero est un nom espagnol. Le premier nom de famille, en général paternel, est Lorenzo ; le second, en général maternel, souvent omis, est Guerrero.
Jorge Lorenzo Guerrero, né le 4 mai 1987 à Palma, dans l'île de Majorque (Espagne), est un pilote de vitesse moto espagnol, double champion du monde 250 cm3 et triple champion du monde MotoGP avec Yamaha en 2010 , 2012 et 2015.
En 2017, Il signe avec Ducati. Il a pour équipier Andrea Dovizioso. En deux ans, il remporte trois victoires, quatre pole positions, montant sept fois sur le podium.
En 2019, un nouveau défi[Lequel ?] l'attend chez Honda avec comme coéquipier Marc Márquez. Après une année difficile marquée par des blessures et des difficultés d'adaptation avec sa nouvelle machine, il annonce sa retraite sportive avant le dernier grand prix de la saison 2019.
Le 1er mai 2022, lors du Grand Prix d'Espagne, à Jerez, il est intronisé MotoGP Legends

## Biographie

### Vie privée
Jorge Lorenzo naît et grandit à Majorque, aux Baléares, entouré par ses parents Chicho Lorenzo et María Guerrero. Il partage son temps entre le quartier de Son Forteza, à Palma et le village de Porto do Son, en Galice, où résident ses grands parents paternels. Il s'installe à Lugano à 25 ans, pour s'entraîner avec son père.

### Débuts
Après des débuts en minicross à 11 ans, Jorge Lorenzo fait ses gammes jusqu'à commencer à courir sur circuit en 1997. Il remporte plusieurs fois la Coupe Aprilia, puis obtient une dérogation pour disputer le championnat d'Espagne 125 cm3 à 13 ans. Il lui faudra attendre le jour de ses 15 ans pour faire ses débuts en championnat du monde 125 cm3, où il remporte sa première victoire lors du Grand Prix de Rio de Janeiro 2003 sur une Derbi. En 2004, toujours sur Derbi, il ajoute 3 nouvelles victoires et finit au quatrième rang du championnat, avant l'année suivante de passer à la catégorie supérieure sur une Honda.
Durant la saison 2005, il monte a six reprises sur le podium et finit cinquième du championnat. Pour la saison 2006, il pilote une Aprilia 250 cm3 et gagne le championnat. En 2007 il devient pour la seconde fois champion du monde en 250cm3 avec 9 victoires, et 312 points. Il termine ainsi sa carrière en 250 cm3.En 2008, il passe chez Yamaha en MotoGP où il fait équipe avec Valentino Rossi, à l'époque septuple champion du monde. La séparation avec son manager, Dani Amatriain, a néanmoins poussé Jorge Lorenzo
à abandonner le numéro qu’avait utilisé son ancien mentor. Après avoir proposé les numéros 23, 48, 87 et 99 aux lecteurs des quotidiens espagnols Marca et Sport, Lorenzo a réduit sa liste à deux choix possibles puis à un seul,le 99.

### MotoGP
Pour le premier Grand Prix de la saison, sur le circuit de Losail à Doha au Qatar (qui est également le premier Grand Prix nocturne de l'histoire du MotoGP), il signe la pole position. Lors de la course, il termine deuxième, derrière le champion du monde en titre Casey Stoner, et devant son compatriote Dani Pedrosa alors qu'il court pour la première fois en catégorie reine. Il signe une nouvelle fois la pole position au Grand Prix d'Espagne, puis monte sur la troisième marche du podium, derrière Dani Pedrosa et Valentino Rossi, son coéquipier. À Estoril, pour le Grand Prix du Portugal, le troisième de l'année, il est une fois en pole position et remporte sa première victoire en catégorie reine.
Au Grand Prix de Chine, Jorge Lorenzo chute lourdement et se casse les deux chevilles. Tout au long de la saison, il tombera à plusieurs reprises, comme à Laguna Seca où il se casse de nouveau le pied gauche et est contraint de porter un plâtre pendant 10 jours. Il termine finalement la saison en quatrième position après s'être fait remarquer et avoir donné du fil à retordre à Rossi.
En 2009, Lorenzo reste avec Yamaha. Une nouvelle fois, sa saison commence fort : il décroche deux victoires sur quatre courses, au Grand Prix du Japon et au Grand Prix de France. Deux accidents tard dans la saison entravent ses chances de titre et il termine la saison en tant que vice-champion du monde avec 261 points, juste derrière Valentino Rossi et ses 306 unités.
La saison 2010 est celle de la concrétisation. Jorge Lorenzo s'est fracturé la main dans un accident de pocket bike pendant la pré-saison, mais il se bat et termine deuxième derrière Rossi au premier Grand Prix de la saison, au Qatar. Lorenzo a gagné en maturité et affiche un pilotage efficace qui le place parmi les favoris pour le titre. L'accident de Valentino Rossi au Grand Prix d'Italie le propulse en tête de liste. Dani Pedrosa et Casey Stoner se montrant inconstants alors qu'il enchaîne les podiums, Jorge Lorenzo remporte son premier titre de champion du monde MotoGP le 10 octobre 2010 à l'issue du Grand Prix de Malaisie, et alors qu'il reste trois Grands Prix à courir.
Jorge Lorenzo garde son statut de pilote officiel Yamaha en 2011. L'infériorité de sa machine face à la Honda RC212V pilotée notamment par Casey Stoner apparait rapidement évidente, mais le champion en titre défend sa chance aussi longtemps que possible. Alors que l'Australien enchaine les succès, Jorge ne s'impose qu'à Jerez, au Mugello et à Misano. En descendant à cinq reprises du podium, il laisse filer d'importants points et son adversaire obtient une première balle de match au Grand Prix d'Australie. Lorenzo doit monter sur le podium pour faire durer la course au titre, mais il se blesse à la main gauche pendant le warm-up et ne peut prendre le départ de la course. Alors que Casey Stoner est sacré champion du monde, Jorge Lorenzo est opéré à Melbourne pour sauver son majeur et son annulaire blessés. L'intervention est un succès et il conserve la mobilité de sa main. Il ne reprend pas la piste pour boucler le championnat et disputer les premiers essais hivernaux, se reposant en vue de la saison 2012.
Sa saison 2012 commence très bien puisqu'il signe la pole position au Qatar et concrétise le lendemain. Lors de la saison 2012 Jorge Lorenzo arbora souvent un casque orné d'un mamba noir et du logo "Black Mamba", par analogie entre l'agressivité et la rapidité du reptile  et celles du pilote sur sa Yamaha YZR-M1. Il est sacré champion du monde motoGP pour la seconde fois de sa carrière lors du Grand Prix d'Australie.
En 2013, il est vice-champion du monde derrière le jeune prodige Marc Márquez. En 2014, il se classe 3e du championnat du monde. Lorenzo remporte deux courses (Aragon et Japon) et signe une pole position, à Misano.
En 2015, Lorenzo commence la saison sans monter sur le podium lors des trois premières courses : il se classe 4e au Qatar et à Austin et 5e en Argentine. Lors du premier rendez-vous européen de la saison, à Jerez, il réalise la pole position puis remporte la course. Il remporte le Grand Prix de France après avoir pris la 1re place au premier virage. Après une deuxième place à Indianapolis, Lorenzo remporte le GP de Brno et s'empare de la tête du championnat, à égalité de points avec Valentino Rossi mais en ayant remporté plus de victoires que l'Italien. Lorenzo ne peut faire mieux que quatrième sous la pluie battante de Silverstone et chute lors du grand prix suivant, à Misano
Le 8 novembre 2015, sur le circuit Ricardo Tormo de Valence, Lorenzo remporte la course et devient champion du monde de MotoGP pour la troisième fois.
En 2016, Jorge Lorenzo gagne à Losail pour l'ouverture de la saison, mais le changement de règlement voulu par la Dorna, imposant le nouveau ECU unique et l'arrivée des pneumatiques Michelin, aura raison de ses ambitions, malgré ses victoires au Mans et au Mugello, Lorenzo ne retrouvera la 1re marche du podium qu'à Valence. Une saison en demi-teinte pour le champion sortant. En avril et à la suite de sa demande chez Yamaha pour le renouvellement de contrat dès le début de la saison, Lorenzo choisit finalement de partir chez Ducati pour 2017/2018.
Le 6 juin 2018, le HRC officialise la signature de Jorge Lorenzo. Le majorquin rejoindra le box du Repsol Honda Team, au côté de Marc Márquez, pour les deux prochaines saisons (2019-2020).
Après des débuts difficiles avec le HRC, le majorquin arrive au GP de Misano "plus fort" selon lui. Lors du dernier grand prix de la saison, à Valence, il convoque une conférence de presse le jeudi à 15h pour annoncer sa retraite sportive à l'issue de la saison 2019, renonçant à sa deuxième année de contrat avec le HRC.

## Palmarès

### Victoires en 125 cm³: 4
| Année | Lieu du Grand Prix                    | Circuit                               | Ville          | Ecurie | Moto  |
| ----- | ------------------------------------- | ------------------------------------- | -------------- | ------ | ----- |
| 2003  | Grand Prix moto de Rio de Janeiro     | Autódromo Internacional Nelson Piquet | Rio de Janeiro | Derbi  | RS125 |
| 2004  | Grand Prix moto des Pays-Bas          | TT Circuit Assen                      | Assen          | Derbi  | RS125 |
| 2004  | Grand Prix moto de République tchèque | Circuit de Masaryk                    | Brno           | Derbi  | RS125 |
| 2004  | Grand Prix moto du Qatar              | Circuit international de Losail       | Doha           | Derbi  | RS125 |

### Victoires en250cm3: 17
| Année | Lieu du Grand Prix                    | Circuit                               | Ville                | Ecurie  | Moto    |
| ----- | ------------------------------------- | ------------------------------------- | -------------------- | ------- | ------- |
| 2006  | Grand Prix moto d'Espagne             | Circuit permanent de Jerez            | Jerez de la Frontera | Aprilia | RSW 250 |
| 2006  | Grand Prix moto du Qatar              | Circuit international de Losail       | Doha                 | Aprilia | RSW 250 |
| 2006  | Grand Prix moto d'Italie              | Circuit du Mugello                    | Florence             | Aprilia | RSW 250 |
| 2006  | Grand Prix moto des Pays-Bas          | TT Circuit Assen                      | Assen                | Aprilia | RSW 250 |
| 2006  | Grand Prix moto de Grande-Bretagne    | Donington Park                        | Castle Donington     | Aprilia | RSW 250 |
| 2006  | Grand Prix moto de République tchèque | Circuit de Masaryk                    | Brno                 | Aprilia | RSW 250 |
| 2006  | Grand Prix moto de Malaisie           | Circuit international de Sepang       | Sepang               | Aprilia | RSW 250 |
| 2006  | Grand Prix moto d'Australie           | Circuit de Phillip Island             | Phillip Island       | Aprilia | RSW 250 |
| 2007  | Grand Prix moto du Qatar              | Circuit international de Losail       | Doha                 | Aprilia | RSW 250 |
| 2007  | Grand Prix moto d'Espagne             | Circuit permanent de Jerez            | Jerez de la Frontera | Aprilia | RSW 250 |
| 2007  | Grand Prix moto de Chine              | Circuit international de Shanghai     | Shanghai             | Aprilia | RSW 250 |
| 2007  | Grand Prix moto de France             | Circuit Bugatti                       | Le Mans              | Aprilia | RSW 250 |
| 2007  | Grand Prix moto de Catalogne          | Circuit de Catalogne                  | Barcelone            | Aprilia | RSW 250 |
| 2007  | Grand Prix moto des Pays-Bas          | TT Circuit Assen                      | Assen                | Aprilia | RSW 250 |
| 2007  | Grand Prix moto de République tchèque | Circuit de Masaryk                    | Brno                 | Aprilia | RSW 250 |
| 2007  | Grand Prix moto de Saint-Marin        | Misano World Circuit Marco Simoncelli | Misano Adriatico     | Aprilia | RSW 250 |
| 2007  | Grand Prix moto d'Australie           | Circuit de Phillip Island             | Phillip Island       | Aprilia | RSW 250 |

### Victoires en MotoGP: 47
| Année | Lieu du Grand Prix                           | Circuit                               | Ville                | Ecurie | Moto             |
| ----- | -------------------------------------------- | ------------------------------------- | -------------------- | ------ | ---------------- |
| 2008  | Grand Prix moto du Portugal                  | Circuit d'Estoril                     | Estoril              | Yamaha | YZR-M1           |
| 2009  | Grand Prix moto du Japon                     | Circuit de Motegi                     | Motegi               | Yamaha | YZR-M1           |
| 2009  | Grand Prix moto de France                    | Circuit Bugatti                       | Le Mans              | Yamaha | YZR-M1           |
| 2009  | Grand Prix moto d'Indianapolis               | Indianapolis Motor Speedway           | Indianapolis         | Yamaha | YZR-M1           |
| 2009  | Grand Prix moto du Portugal                  | Circuit d'Estoril                     | Estoril              | Yamaha | YZR-M1           |
| 2010  | Grand Prix moto d'Espagne                    | Circuit permanent de Jerez            | Jerez de la Frontera | Yamaha | YZR-M1           |
| 2010  | Grand Prix moto de France                    | Circuit Bugatti                       | Le Mans              | Yamaha | YZR-M1           |
| 2010  | Grand Prix moto de Grande-Bretagne           | Circuit de Silverstone                | Silverstone          | Yamaha | YZR-M1           |
| 2010  | Grand Prix moto des Pays-Bas                 | TT Circuit Assen                      | Assen                | Yamaha | YZR-M1           |
| 2010  | Grand Prix moto de Catalogne                 | Circuit de Catalogne                  | Barcelone            | Yamaha | YZR-M1           |
| 2010  | Grand Prix moto des États-Unis               | Circuit de Laguna Seca                | Monterey             | Yamaha | YZR-M1           |
| 2010  | Grand Prix moto de République tchèque        | Circuit de Masaryk                    | Brno                 | Yamaha | YZR-M1           |
| 2010  | Grand Prix moto du Portugal                  | Circuit d'Estoril                     | Estoril              | Yamaha | YZR-M1           |
| 2010  | Grand Prix moto de la Communauté valencienne | Circuit de Valence                    | Valence              | Yamaha | YZR-M1           |
| 2011  | Grand Prix moto d'Espagne                    | Circuit permanent de Jerez            | Jerez de la Frontera | Yamaha | YZR-M1           |
| 2011  | Grand Prix moto d'Italie                     | Circuit du Mugello                    | Florence             | Yamaha | YZR-M1           |
| 2011  | Grand Prix moto de Saint-Marin               | Misano World Circuit Marco Simoncelli | Misano Adriatico     | Yamaha | YZR-M1           |
| 2012  | Grand Prix moto du Qatar                     | Circuit international de Losail       | Doha                 | Yamaha | YZR-M1           |
| 2012  | Grand Prix moto de Catalogne                 | Circuit de Catalogne                  | Barcelone            | Yamaha | YZR-M1           |
| 2012  | Grand Prix moto de France                    | Circuit Bugatti                       | Le Mans              | Yamaha | YZR-M1           |
| 2012  | Grand Prix moto de Grande-Bretagne           | Circuit de Silverstone                | Silverstone          | Yamaha | YZR-M1           |
| 2012  | Grand Prix moto d'Italie                     | Circuit du Mugello                    | Florence             | Yamaha | YZR-M1           |
| 2012  | Grand Prix moto de Saint-Marin               | Misano World Circuit Marco Simoncelli | Misano Adriatico     | Yamaha | YZR-M1           |
| 2013  | Grand Prix moto du Qatar                     | Circuit international de Losail       | Doha                 | Yamaha | YZR-M1           |
| 2013  | Grand Prix moto d'Italie                     | Circuit du Mugello                    | Florence             | Yamaha | YZR-M1           |
| 2013  | Grand Prix moto de Catalogne                 | Circuit de Catalogne                  | Barcelone            | Yamaha | YZR-M1           |
| 2013  | Grand Prix moto de Grande-Bretagne           | Circuit de Silverstone                | Silverstone          | Yamaha | YZR-M1           |
| 2013  | Grand Prix moto de Saint-Marin               | Misano World Circuit Marco Simoncelli | Misano Adriatico     | Yamaha | YZR-M1           |
| 2013  | Grand Prix moto d'Australie                  | Circuit de Phillip Island             | Phillip Island       | Yamaha | YZR-M1           |
| 2013  | Grand Prix moto du Japon                     | Circuit de Motegi                     | Motegi               | Yamaha | YZR-M1           |
| 2013  | Grand Prix moto de la Communauté valencienne | Circuit de Valence                    | Valence              | Yamaha | YZR-M1           |
| 2014  | Grand Prix moto d'Aragon                     | Circuit Motorland Aragon              | Alcañiz              | Yamaha | YZR-M1           |
| 2014  | Grand Prix moto du Japon                     | Circuit de Motegi                     | Motegi               | Yamaha | YZR-M1           |
| 2015  | Grand Prix moto d'Espagne                    | Circuit permanent de Jerez            | Jerez de la Frontera | Yamaha | YZR-M1           |
| 2015  | Grand Prix moto de France                    | Circuit Bugatti                       | Le Mans              | Yamaha | YZR-M1           |
| 2015  | Grand Prix moto d'Italie                     | Circuit du Mugello                    | Florence             | Yamaha | YZR-M1           |
| 2015  | Grand Prix moto de Catalogne                 | Circuit de Catalogne                  | Barcelone            | Yamaha | YZR-M1           |
| 2015  | Grand Prix moto de République tchèque        | Circuit de Masaryk                    | Brno                 | Yamaha | YZR-M1           |
| 2015  | Grand Prix moto d'Aragon                     | Circuit Motorland Aragon              | Alcañiz              | Yamaha | YZR-M1           |
| 2015  | Grand Prix moto de la Communauté valencienne | Circuit de Valence                    | Valence              | Yamaha | YZR-M1           |
| 2016  | Grand Prix moto du Qatar                     | Circuit international de Losail       | Doha                 | Yamaha | YZR-M1           |
| 2016  | Grand Prix moto de France                    | Circuit Bugatti                       | Le Mans              | Yamaha | YZR-M1           |
| 2016  | Grand Prix moto d'Italie                     | Circuit du Mugello                    | Florence             | Yamaha | YZR-M1           |
| 2016  | Grand Prix moto de la Communauté valencienne | Circuit de Valence                    | Valence              | Yamaha | YZR-M1           |
| 2018  | Grand Prix moto d'Italie                     | Circuit du Mugello                    | Florence             | Ducati | Desmosedici GP18 |
| 2018  | Grand Prix moto de Catalogne                 | Circuit de Catalogne                  | Barcelone            | Ducati | Desmosedici GP18 |
| 2018  | Grand Prix moto d'Autriche 2018              | Circuit de Spielberg                  | Spielberg            | Ducati | Desmosedici GP18 |

### 250 cm3
- 2006 : Champion du monde
- 2007 : Champion du monde

### MotoGP
- 2009 : Vice-Champion du monde
- 2010 : Champion du monde
- 2011 : Vice-Champion du monde
- 2012 : Champion du monde
- 2013 : Vice-champion du monde
- 2015 : Champion du monde

## Statistiques

### Par année
(Mise à jour après le  Grand Prix moto de la Communauté valencienne 2019 )
| Année | Catégorie | Moto                    | Grands Prix | Victoires | Podiums | Pole positions | Meilleurs tours | Points | Position | Titre |
| ----- | --------- | ----------------------- | ----------- | --------- | ------- | -------------- | --------------- | ------ | -------- | ----- |
| 2002  | 125 cm3   | Derbi RS 125            | 14          | 0         | 0       | 0              | 0               | 21     | 21e      | -     |
| 2003  | 125 cm3   | Derbi RS 125            | 16          | 1         | 2       | 1              | 1               | 79     | 12e      | -     |
| 2004  | 125 cm3   | Derbi RS 125            | 16          | 3         | 7       | 2              | 2               | 179    | 4e       | -     |
| 2005  | 250 cm3   | Honda RS250RW           | 15          | 0         | 6       | 4              | 0               | 167    | 5e       | -     |
| 2006  | 250 cm3   | Aprilia RSW 250         | 16          | 8         | 11      | 10             | 1               | 289    | Champion | 1     |
| 2007  | 250 cm3   | Aprilia RSW 250         | 17          | 9         | 12      | 9              | 3               | 312    | Champion | 1     |
| 2008  | MotoGP    | Yamaha YZR-M1           | 17          | 1         | 6       | 4              | 1               | 190    | 4e       | -     |
| 2009  | MotoGP    | Yamaha YZR-M1           | 17          | 4         | 12      | 5              | 4               | 261    | 2e       | -     |
| 2010  | MotoGP    | Yamaha YZR-M1           | 18          | 9         | 16      | 7              | 4               | 383    | Champion | 1     |
| 2011  | MotoGP    | Yamaha YZR-M1           | 15          | 3         | 10      | 2              | 2               | 260    | 2e       | -     |
| 2012  | MotoGP    | Yamaha YZR-M1           | 18          | 6         | 16      | 7              | 5               | 350    | Champion | 1     |
| 2013  | MotoGP    | Yamaha YZR-M1           | 17          | 8         | 13      | 4              | 2               | 327    | 2e       | -     |
| 2014  | MotoGP    | Yamaha YZR-M1           | 18          | 2         | 11      | 1              | 2               | 262    | 3e       | -     |
| 2015  | MotoGP    | Yamaha YZR-M1           | 18          | 7         | 12      | 5              | 6               | 330    | Champion | 1     |
| 2016  | MotoGP    | Yamaha YZR-M1           | 18          | 4         | 10      | 4              | 2               | 233    | 3e       | -     |
| 2017  | MotoGP    | Ducati Desmosedici GP17 | 18          | 0         | 3       | 0              | 0               | 137    | 7e       | -     |
| 2018  | MotoGP    | Ducati Desmosedici GP18 | 14          | 3         | 4       | 4              | 2               | 134    | 9e       | -     |
| 2019  | MotoGP    | Honda RC213V            | 15          | 0         | 0       | 0              | 0               | 28     | 19e      | -     |
| Total |           |                         | 297         | 68        | 151     | 69             | 37              | 3943   |          | 5     |

- * Saison en cours

### Résultats détaillés
(Mise à jour après le Grand Prix moto de la Communauté valencienne 2019   )
| Année | Cat.    | Moto    | 1       | 2       | 3       | 4       | 5      | 6      | 7       | 8       | 9       | 10      | 11      | 12     | 13      | 14      | 15      | 16      | 17      | 18      | 19     | Classement | Points |
| ----- | ------- | ------- | ------- | ------- | ------- | ------- | ------ | ------ | ------- | ------- | ------- | ------- | ------- | ------ | ------- | ------- | ------- | ------- | ------- | ------- | ------ | ---------- | ------ |
| 2002  | 125 cm3 | Derbi   | JAP     | AFS     | ESP 22  | FRA 19  | ITA 20 | CAT 14 | NED 16  | GBR 13  | GER 17  | CZE 20  | POR Ab  | RIO 7  | PAC 9   | MAL 20  | AUS Ab  | VAL 22  |         |         |        | 21e        | 21     |
| 2003  | 125 cm3 | Derbi   | JAP Ab  | AFS 24  | ESP 15  | FRA Ab  | ITA Ab | CAT 6  | NED Ab  | GBR Ab  | GER 21  | CZE 12  | POR 6   | RIO 1  | PAC Ab  | MAL 3   | AUS 8   | VAL 11  |         |         |        | 12e        | 79     |
| 2004  | 125 cm3 | Derbi   | AFS 16  | ESP Ab  | FRA 3   | ITA 10  | CAT 5  | NED 1  | RIO Ab  | GER 6   | GBR 3   | CZE 1   | POR 3   | JAP 7  | QAT 1   | MAL Ab  | AUS 2   | VAL Ab  |         |         |        | 4e         | 179    |
| 2005  | 250 cm3 | Honda   | ESP 6   | POR 10  | CHN 9   | FRA 5   | ITA 2  | CAT Ab | NED 3   | GBR 8   | GER Ab  | CZE 2   | JAP Ab  | MAL Ex | QAT 2   | AUS 3   | TUR 4   | VAL 2   |         |         |        | 5e         | 167    |
| 2006  | 250 cm3 | Aprilia | ESP 1   | QAT 1   | TUR Ab  | CHN 4   | FRA Ab | ITA 1  | CAT 2   | NED 1   | GBR 1   | GER 3   | CZE 1   | MAL 1  | AUS 1   | JAP 3   | POR 5   | VAL 4   |         |         |        | 1er        | 286    |
| 2007  | 250 cm3 | Aprilia | QAT 1   | ESP 1   | TUR 2   | CHN 1   | FRA 1  | ITA 8  | CAT 1   | GBR Ab  | NED 1   | GER 4   | CZE 1   | RSM 1  | POR 3   | JAP 11  | AUS 1   | MAL 3   | VAL 7   |         |        | 1er        | 312    |
| 2008  | MotoGP  | Yamaha  | QAT 2   | ESP 3   | POR 1   | CHN 4   | FRA 2  | ITA Ab | CAT DNS | GBR 6   | NED 6   | GER Ab  | USA Ab  | CZE 10 | RSM 2   | IND 3   | JAP 4   | AUS 4   | MAL Ab  | VAL 8   |        | 4e         | 190    |
| 2009  | MotoGP  | Yamaha  | QAT 3   | JAP 1   | ESP Ab  | FRA 1   | ITA 2  | CAT 2  | NED 2   | USA 3   | GER 2   | GBR Ab  | CZE Ab  | IND 1  | RSM 2   | POR 1   | AUS Ab  | MAL 4   | VAL 3   |         |        | 2e         | 261    |
| 2010  | MotoGP  | Yamaha  | QAT 2   | ESP 1   | FRA 1   | ITA 2   | GBR 1  | NED 1  | CAT 1   | GER 2   | USA 1   | CZE 1   | IND 3   | RSM 2  | ARA 4   | JAP 4   | MAL 3   | AUS 2   | POR 1   | VAL 1   |        | 1er        | 383    |
| 2011  | MotoGP  | Yamaha  | QAT 2   | ESP 1   | POR 2   | FRA 4   | CAT 2  | GBR Ab | NED 6   | ITA 1   | GER 2   | USA 2   | CZE 4   | IND 4  | RSM 1   | ARA 3   | JAP 2   | AUS DNS | MAL     | VAL     |        | 2e         | 260    |
| 2012  | MotoGP  | Yamaha  | QAT 1   | ESP 2   | POR 2   | CAT 1   | FRA 1  | GBR 1  | NED Ab. | GER 2   | ITA 1   | USA 2   | IND 2   | CZE 2  | RSM 1   | ARA 2   | JAP 2   | MAL 2   | AUS 2   | VAL Ab. |        | 1er        | 350    |
| 2013  | MotoGP  | Yamaha  | QAT 1   | AME 3   | ESP 4   | FRA 7   | ITA 1  | CAT 1  | NED 5   | GER NC  | USA 6   | IND 3   | CZE 3   | GBR 1  | RSM 1   | ARA 2   | MAL 3   | AUS 1   | JAP 1   | VAL 1   |        | 2e         | 327    |
| 2014  | MotoGP  | Yamaha  | QAT Ab. | AME 10  | ARG 3   | ESP 4   | FRA 6  | ITA 2  | CAT 4   | NED 13  | GER 3   | IND 2   | CZE 2   | GBR 2  | RSM 2   | ARA 1   | JAP 1   | AUS 2   | MAL 3   | VAL Ab. |        | 3e         | 262    |
| 2015  | MotoGP  | Yamaha  | QAT 4   | AME 4   | ARG 5   | ESP 1   | FRA 1  | ITA 1  | CAT 1   | NED 3   | GER 4   | IND 2   | CZE 1   | GBR 4  | RSM Ab. | ARA 1   | JAP 3   | AUS 2   | MAL 2   | VAL 1   |        | 1er        | 330    |
| 2016  | MotoGP  | Yamaha  | QAT 1   | ARG Ab. | AME 2   | ESP 2   | FRA 1  | ITA 1  | CAT Ab. | NED 10  | GER 15  | AUT 3   | CZE 17  | GBR 8  | RSM 3   | ARA 2   | JAP Ab. | AUS 6   | MAL 3   | VAL 1   |        | 3e         | 233    |
| 2017  | MotoGP  | Ducati  | QAT 11  | ARG Ab. | AME 9   | ESP 3   | FRA 6  | ITA 8  | CAT 4   | NED 15  | GER 11  | CZE 15  | AUT 4   | GBR 5  | RSM Ab. | ARA 3   | JAP 6   | AUS 15  | MAL 2   | VAL Ab. |        | 7e         | 137    |
| 2018  | MotoGP  | Ducati  | QAT Ab. | ARG 15  | AME 11  | SPA Ab. | FRA 6  | ITA 1  | CAT 1   | NED 7   | GER 6   | CZE 2   | AUT 1   | GBR C  | RSM 17  | ARA Ab. | THA INJ | JAP INJ | AUS INJ | MAL INJ | VAL 12 | 9e         | 134    |
| 2019  | MotoGP  | Honda   | QAT 13  | ARG 12  | AME Ab. | SPA 12  | FRA 11 | ITA 13 | CAT Ab. | NED INJ | GER INJ | CZE INJ | AUT INJ | GBR 14 | RSM 14  | ARA 20  | THA 18  | JAP 17  | AUS 16  | MAL 14  | VAL 13 | 19e        | 28     |

- * Saison en cours

Légendes :
| Couleur | Résultat                     |
| ------- | ---------------------------- |
| Or      | Vainqueur                    |
| Argent  | 2e place                     |
| Bronze  | 3e place                     |
| Vert    | Terminé, dans les points     |
| Bleu    | Terminé, pas dans les points |
| Violet  | Abandon (Ab.) ou (Ret)       |
| Violet  | Non classé (NC)              |
| Rouge   | Pas qualifié (DNQ)           |
| Noir    | Disqualifié (DSQ)            |
| Blanc   | Pas au départ (DNS)          |
| Blanc   | Forfait (WD)                 |
| Blanc   | N'a pas participé (DNP)      |
| Blanc   | Blessé (INJ)                 |
| Blanc   | Exclu (EX)                   |
| Blanc   | Course annulée (C)           |

Gras - Pole position

Italiques - Meilleur tour en course

Système d’attribution des points
| Position | 1er | 2e | 3e | 4e | 5e | 6e | 7e | 8e | 9e | 10e | 11e | 12e | 13e | 14e | 15e |
| Points   | 25  | 20 | 16 | 13 | 11 | 10 | 9  | 8  | 7  | 6   | 5   | 4   | 3   | 2   | 1   |

### Par catégorie
(Mise à jour après le  Grand Prix moto de la Communauté valencienne 2019 )
| Cat.    | Année            | 1er Grand Prix | 1er podium | 1re victoire | Courses | Victoires | Podiums | Pole positions | Meilleurs tours | Points | Titres |
| ------- | ---------------- | -------------- | ---------- | ------------ | ------- | --------- | ------- | -------------- | --------------- | ------ | ------ |
| 125 cm3 | 2002-2004        | ESP 2002       | RIO 2003   | RIO 2003     | 46      | 4         | 9       | 3              | 3               | 279    | 0      |
| 250 cm3 | 2005-2007        | ESP 2005       | ITA 2005   | ESP 2006     | 48      | 17        | 29      | 23             | 4               | 768    | 2      |
| MotoGP  | Depuis 2008      | QAT 2008       | QAT 2008   | POR 2008     | 203     | 47        | 113     | 42             | 30              | 2896   | 3      |
| Total   | 2002-Aujourd'hui |                |            |              | 297     | 68        | 151     | 68             | 37              | 3943   | 5      |

### Par constructeur
(Mise à jour après le  Grand Prix moto de la Communauté valencienne 2019 )
| Constructeur | Catégorie | Saisons | Courses | Victoires | Podiums | Pole positions | Meilleurs tours | Points | Titres |
| ------------ | --------- | ------- | ------- | --------- | ------- | -------------- | --------------- | ------ | ------ |
| Derbi        | 125 cm³,  | 3       | 46      | 4         | 9       | 3              | 3               | 279    | 0      |
| Honda        | 250 cm³   | 1       | 15      | 0         | 6       | 4              | 0               | 167    | 0      |
| Honda        | MotoGP    | 1       | 15      | 0         | 0       | 0              | 0               | 28     | 0      |
| Aprilia      | 250 cm³   | 2       | 33      | 17        | 23      | 19             | 4               | 601    | 2      |
| Yamaha       | MotoGP    | 9       | 156     | 44        | 106     | 39             | 28              | 2597   | 3      |
| Ducati       | MotoGP    | 2       | 32      | 3         | 7       | 3              | 2               | 271    | 0      |
| Total        | -         | 18      | 297     | 68        | 151     | 68             | 37              | 3943   | 5      |